# Пемфигус
Пемфигус (грч.  лат. pemphigus) је група ретких везикуло-булозних и аутоимуних незаразних болести коже у којима су примарне промене на кожи и слузокожи ефлоресценције везикуле (мехурићи) или буле (мехури), које настају као последица акантолизе. Најчешћа и најзначајнија болест из ове групе је пемфигус вулгарис. Неки облици пемфигуса, неблаговремено и неправилно лечени могу бити фатални.
 Иако су у првој деценији 21. века значајно увећана наша сазнања о аутоимуним болестима, пемфигус и даље остаје тешка болест за оболеле и чланове њихових породица. Пемфигус утиче на одрасле у њиховим најпродуктивнијим годинама (средина живота). Пре педесет година, појава пемфигуса значила је сигурну смрт. Тренутно, шансе да болесник умре од ове болести или компликација лечења су веома мале. Међутим, имуносупресивна терапија која се примењује за контролу болести је репресиван. Она мења живот болесника, од њега захтева изузетна физичка и психичка напрезања и ствара услове за потенцијално озбиљне нежељене ефекте, од којих неки постају очигледни годинама или деценијама након спроведеног лечења.

## Етиологија
И поред тога што се данас знатно више зна о овој болести не могу се са великом поузданошћу утврдити (као и за остале аутоимуне болести) могући покретачки махенизми за њен настанак и развој. Као могући узрочници у медицинској литератури се најчешће наводе;
| Узрок      | Ознака |
| ---------- | ------ |
| Пестициди  | PE     |
| Малигнитет | M      |
| Лекови     | P      |
| Хормони    | H      |
| Инфекција  | I      |
| Храна      | G      |
| УВ зрачење | U      |
| Стрес      | S      |

### Пестициди
Пестициди су велика група агенаса која је умешани у развој пемфигуса болести. У медицинској литератури широм света докуменатован је велики број случајева аутоимуних поремећаја изазван пестицидима. Органохлорни и органофосфатни пестициди, су, нова генерација пестицида, који се поввезани са овом болешћу.
Како пестицида дејствују у кожи данас је нејасано. Као могућност се наводи активација имунског система путем контакта са кожом или због системске изложености, што дов оди до генерисања аутоантитела која реагују са дезмозомалним антигеном. У већини пријављених случајева пацијенти су имали први пут контакт са пестицидом, док је код дуготрајног излагања развој болести настајао тек после великог додатног излагања, налик индукцији и издвајању из фазе алергијског контактног дерматитис.

### Малигнитет
Пемфиигус је повезана са следећим малигним процесима; хематолимфопролиферативни Ходгкинов лимфом, хронична лимфоцитна леукемија, Кастелманова болест, и други. Ова врста пемфигус је специфичан клинички облик познат под називом паранеопластични пемфигус. Зато у току лечења многих малигних болести треба посумњати и на могући развој пемфигуса.
Инфекција
Различите инфективних агенаса и вакцинацине могу изазвати или погоршати пемфигус, углавном активирањем ћелијског имунског система. Најчешће инкриминисани инфективни агенси су вируси из групе херпетоидних, односно херпес, симплекс, ЕБВ, ЦМВ, па чак и ХХ8. Изолација вирусна је најпоузданије средставо за потврду вирусне дијагнозе болести.
Бактерије као што су коагулаза позитивни стафилококус ауреус, је у стању да изазове пемфигус. Грам негативне бактерије, па чак и култура актиномицеа може бити регистрована код пацијената пре него што настану манифестације пемфигуса, што говори да оне могу бити окидач за настанак болести.

### Храна
Иако се ретко помиње у литератури, ипак се у новијим студијама могу наћи подаци да су одређене намирнице иницијатор за настанаг пемфигуса. Неке хранљиве компоненте су хемијски слична познатим лековима узрочницима пемфигуса, и да оне могу да делују на исти начин.
Следећи хемикалија и сродне намирнице могу бити повезане са пемфигусом:
| Хемикалије | Намирнице |
| ---------- | --- |
| Феноли     | - Воће: манго, банана, кромпир, парадајез - Семе: пистаћи, индијски орах - Пецива, димљене и печене храна, слаткиши, жваке, сладолед, црни бибер - Кравље млеко - Адитиви: Аспартам, натријум бензоат, тартразин, ванилин, еугенола, витамини Ц и Е                                   |
| Танини     | - Воће: тропско воће, брусница, малина, купина, вишња, банане, јабуке, крушке, грожђе, брескве - Пића: чај, мате чај, воћни сок, пиво, вино, кафа, гуарана - Прехрамбени адитиви: ванилин - Зачини: ајован, коријандер, кумин, црни бибер, црвена паприка, рузмарин, бели лук, ђумбир |
| Тиол       | - Поврће: бели лук, црни лук, влашац, власац, празилук |

Под претпоставком да храна која садржи тиол, фенол и полифенолна једињења може допринети појави пемфигуса, такве намирнице треба избегавати у исхрани јер могу довести до ремисије болести.

### Лекови
Лекови који могу довести до појаве пемпфигус подељенеи су у три основне групе према њиховој хемијској структури у: 
- лекове који садрже сулфхидрилне радикалне као што је пенициламин,
- феноле, као што су рифампин, леводопа и аспирин и
- нетиолни и нефенолни лекови, као што су блокатори калцијумских канала, АЦЕ-инхибитори ангиотензин конвертујућих ензима, НСАИЛ, дипирон и глибенкламид.

Улога лекова у настанку пемфигуса објашњава се тиме што они могу; са једне стране да ремете хемијске механизме што за последицу може имати активацију имунског система преко различитих молекула (антитела, цитокини), а са друге стране нарушити стање епитела (као што то чине блокатори калцијумских канала) имајући у виду значај јона калцијума у одржавању интактности епитела.

### Хормони
Трудноћа је тесно повезана са појавом аутоимуних поремећаја. То се најбоље уочава код погоршања вулгарног пемфигус током трудноће, или код појаве постнатално изазваног херпесног и неонаталног пемфигуса. Ове болести се приписују пролазу патогених аутоантитела преко постељице који реагују на различите антигене постељице или антигене коже новорођенчета. Улога полних хормона, углавном естрогена, у патогенези пемфигус још увек није доказана

### Инфекција
Различити инфективних агенаса и вакцине могу изазвати или погоршати пемфигус, углавном активирањем ћелијског имунског система. Најчешће инкриминисани инфективни агенси су вируси из групе херпетоидних, односно херпес, симплекс, ЕБВ, ЦМВ, па чак и ХХ8. Изолација вируса је најпоузданије средство за потврду вирусне дијагнозе болести.
Бактерије као што су коагулаза позитивни стафилококус ауреус, је у стању да изазове пемфигус. Грам негативне бактерије, па чак и култура актиномицеа могу бити регистроване код пацијената пре него што настану манифестације пемфигуса, што говори да оне могу бити окидач у настанаку ове болести.

### Ултраљубичасто и друга зрачење
Пемфигус коже се сматра и фото сензитивном болешћу (нарочито површни облик еритемског пемфигуса). Прекоморно излагање ултраљубичастом зрачењу, (професионално на радном месту или у слободно време), може изазвати или погоршати клиничке манифестације пемфигуса. Да ли је фототоксична реакција изолован процес у кожи или изискује посебну стимулацију имунског система, остаје да се утврди.
Физичке фактори, као што су рендген радиотерапија, и друга зрачења која се користе у козметичким процедурама, према неким извештајима такође су у стању да индукују пемфигус

### Стрес
Већ дуже време се зна да постоји тесна везе између имунолошког и нервног система која ствара могућност да психонеурални поремећај испоље утицај на настанак и ток аутоимуних болести. Неколико спроведених студија и случајева указала је на могући допринос емоционалног стреса, као етиолошког фактор, у настанку и даљем току пемфигуса. Зато је свако избегавање емоционални стресних надражаја од посебног значаја за болеснике са пемфигусом. Његово одсуство у процесу лечења убрзава процес зарастања и смањењује или искључује употребу имуносупресивних лекова.

## Епидемиологија
Пемфигусне болести нису заразне. Оне не могу да се преносе са човека на човека контактом или разменом продуката крви или других телесних течности. Две особе у истој породици ретко обољевају.
Потпуни статистики подаци о учесталости и распрострањености пемфигуса нису доступни. Процене о годишњој учесталости пемфигус крећу се у распону од 0.5-3.2 случаја на сто хиљада до 4,4 случајева на милион становника, што зависи од врсте пемфигус, етничке припадности итд.
Болест се равномерноо јавља код оба пола и у свим расама и културама. Међутим, постоје одређене групе људи (источноевропски Јевреји, народи Медитерана, северне Индије и кишних шума Бразила), код којих је учесталост болести нешто већа, највероватније као последица генетских предиспозиција за појаву болести.
Болест се најчешће јавља у пацијената између 40 и 60 године старости, али се неки облици пемфигуса јављају и у деце и адолесцената.

## Етиопатогенеза
Имунски систем човека продукује антитела која нападају углавном вирусе и бактерија у настојању да очувају здравље организма. У особа са пемфигусом (као и у другим аутоимунским болестима), имунски систем „погрешно“ види сопствене ћелија у кожи и/или слузокожи као стране, и напада их. Као последица аутоимунских збивања стварају се антитела против властите међућелијске супстанце, која има за последицу акантолизу.
Под акантолизом се сматра губитак међућелијских веза, дезмозома (који механички „као лепак“ повезују епидермалне или епителне ћелије, одржавајући интактност коже и слузокоже), што за последицу има њихово размакнуће и настанак интраепидермалних везикула или була испуњених серозном или лагано хеморагијском течношћу. Настале лезије или ефлоресценције организам није у стању да природним процесом санира, поготово у оним стањима када везикуле или буле покривају значајну површину коже.
Акантолиза је карактеристична за пемфигус, али није патогномонична за ту болест. Наиме, акантолиза може настати и након опекотина, стрептококних инфекција коже, спиноцелуларног карцинома и неких кератодермија.
Истраживања обављена у лабораторијама за имунодерматологију на Универзитету Џонс Хопкинс у САД и у другим центрима донекле су појаснила;
- да генетске предиспозиција има значајну улогу у настанку болести,
- улогу антитела у патологији настанак ефлоресценција на кожи и слузокожи,
- методе којима се може и којима би се могла лечити ова аутоимуна болест,
- да су пемфигоидне промене на кожи и слузокожи узроковане антителима произведеним у коштаној сржи и да оне настају након њиховог продора у кожу и слузокожу,
- да је једини начин за успешно лечење болести инхибиција производње антитела у коштаној сржи, што захтева лечење опасним имуносупресивним лековима,[6] као што су гликокортикоиди и други слични лекови.

## Врсте
Велика група пемфигоидних болести најчешће се манифестује у следећа пет клиничка облика;

### Пемфигус вулгарис и пемфигус вегетанс
Пемфигус вулгарис (лат. pemphigus vulgaris, pemphigus vegetans) је најчешћи облик пемфигуса, у коме су присутна IgG антитела која се везују за површину ћелије епидерма коже и површину епитела слузокоже (најчешће у устима). Као резултат аутоимуне реакције, код болесника настају тешке улцерације у устима, које се могу проширити и изазвати запаљење или ерозију слузокоже ока и капака (конјунктивална ерозија), слузокожу носа или гениталнија. Код половине пацијената настју пликови или ерозија на кожи, најчешће локализоване на глави и врату.
Без лечења, смртност pемфигус вулгариса је 100%. Тренутна стопа смртности је и даље висока и креће се од 5 до 25%. Овако висока стопа смртности највероватније је последива неоправдане употребе велике дозе гликокортикоида (више од 80 мг/кг телесне тежине дневно). Примењену дозу гликокортикоида (на максимално 1м/кг телесне тежине дневно-максимално 80 мг дневно) значајно је смањио почетак употребе других имуносупресивних лекова, као што су азатиоприн (Imuran), микофенолат мофетил (Cell Cept), или циклофосфамида (Cytoxan) као логичан и сигурнији приступ. У тежим случајевима, код пацијента се може применити и плазмафереза, у току којој се серум пацијента замењује серумом који не садржи антитела узрочника болести. Лечење болести траје неколико месеци.

### Пемфигус фолиацеус, ериметозни пемфигус, пемфигус бразилиенсис
У пемфигус фолиацеусу (лат. . pemphigus foliaceus, pemphigus erythematosus, pemphigus brasiliensis) ИгГ антитела се везују за површину ћелије епидерма коже. Као резултат тога, овау врсту болести карактеришу површниске ерозије коже. Биопсије узорака коже показују таложење антитела на површини епитела епидерма. Титар ових антитела у крви може бити користан у процени тежине, тока болести и одговора организма на примењену терапију.
Агресивна имуносупресивна терапија примењује се у лечењу ове болести. Дугорочна примена имуносупресије значајно сужава дозе пронизона (кортикостероида). У лакшим облицима болести може се применити лечење дапсоном (антиинфламаторни лек). Међутим код највећег броја пацијената мора се применити лечење имуносупресантима као што су азатиоприн (Imuran), микофенолат мофетил (Cell Cept) или циклофосфамид (Cytoxan). Лечење може да потраје неколико месеци.

### Паранеопластични пемфигус
Паранеопластични пемфигус (лат. pemphigus paraneoplasticus) је недавно описана аутоимуна болест са пликовим на кожи који се јављају код болесника са одређеним врстама рака. Овu болест је открио 1990 др Грант Анхалт, вршилац дужности председника Одељење за дерматологију Универзитета Џонс Хопкинс. Овај поремећај, који је веома редак, карактеришу тешке улцерације у устаима на и уснама, улцерације и ожиљци на слузокожи ока и капака (конјунктива), као и кожи са пликовима или плаковима љубичасте боје. Како антитела изазивају промен и у дисајним путеваима, у болесника се могу јавити различити знаци респираторнеих болести, који у кратком времену од појаве могу бити фатални.
Скоро сви пацијенти у основи болести имају неки од облика рака; неходгкинов лимфом, хроничну лимфоцитну леукемију, кастлеманову болест, тимом, Валденстромову макроглобулинемију, и сарком.
Биопсије узорака показују таложење антитела на површини ћелија епитела епидерма, а имунофлуоресцентна техника открива антитела у крви. Један од значајних тестова у дијагнози паранеопластичног пенфигуса је „имунопреципитације“, која открива антитела у крви који су везани за одређене протеине.
Агресивни имуносупресивна терапија се примењује у лечењуове болести. Дугорочна примена имуносупресије снижава дозе пронизона (кортикостероид) који поред циклоспорина (неорала) представља основ за лечење паранеопластичног пемфигуса. Ако је рак у облику солидног тумора, који се може уклонити хируршки, код пацијента може настати значајно пбољшање. Иначе, већина пацијената са овом врстом пемфигуса умре у року од годину дана од постављања дијагнозе. Као главни узроци смрти наводе се респираторна инсуфицијенција и инфекције које угрожавају живот.

### IgA пемфигус
IgA пемфигус (лат. IgA pemphigus), који је недавно описан карактерише редак аутоимунимпоремећај са појавом пликова на кожи као последица везивања IgA антитела за површину епидермалних ћелија. Ова болест се разликује од других врста пемпфигусу у типу антитела која су IgA уместо IgG. Болест може бити слична пемфигусу фолиацеусу са ерозијама, неки пликови или се може карактерисати појавом бројних малих бубуљица. Биопсије узорака коже показују таложење IgA антитела на ћелије површине епитела епидерма. Имунофлуоресценциона техника открива присуство антитела у крви.
Ово је најбенигнији облик пемфигуса, и обично се лако контролише применом дапсона, лек који је првобитно био коришћен у лечењу лепре, али за који је утврђено да је веома користан као антиинфламаторни лек. Код неких пацијента лечење је успешно и применом преднизона (кортикостероиди) или ретиноида, лекова који се користе у лечењу кожних поремећаја као што су акне.

### Хронични бенигни породични пемфигус
Хронични бенигни породични пемфигус (лат. pemphigus chronicus benignus familiaris) или морбус Гровер (morbus Grover).

## Дијагноза
Биопсија раних лезија коже
Биопсијом лезија може се доказати интраепидермално стварање мехурића које настаје због губитка кохезије између епидермијских ћелија (тј акантолитичне пликови). Шупљина пликова садржи акантолитичне епидермалне ћелије које изгледају попут округлих, хомогених ћелија са хиперхроматским једрима. Базални кератиноцити остају причвршћени за базалну мембрану епидерма, па се због тога пликови стварају унутар супрабазалног дела епидермиса. Унутар шупљине плика ледирана кожа може имати фокалне групе интраепидермалних еозинофила; промене на дермису су мале, најчешће ограничене на леукоцитне инфилтрате са предоминацијом еозинофила.
Директна имунофлуоресцентна микроскопија
Ова метода прегледа лезија или нормалне коже, на површини кератиноцита показује депозите IgG; са друге стране, налаз депозита комплемента карактеристичан је у ледираној, али не и у нормалној кожи. IgG депозити на кератиноцитима настају из циркулишућих аутоантитела која су усмерена против антигена на површини ћелија.
Индиректне имунофлуоресцентни микроскопија
Присуство циркулишућих аутоантитела може се доказати у 80-90% болесника с пемфигусом помоћу индиректне имунофлуоресцентне микроскопије; за приказ ових аутоантитела оптималан супстрат је једњак мајмуна. У пемфигусу, аутоантитела се усмеравају против 130-кдн дезмозомалне кадхеринске молекуле које стварају комплекс са плакоглобином, 85-кдн састојком дезмосомалних и пратећих (адхерентних) веза. Ова аутоантитела су одговорна за дисадхезију епидермалних ћелија. Титар циркулишућих аутоантитела (који се одређује помоћу индиректне имунофлуоресцентни микроскопије) је у грубој корелацији са активношћу болести.
Сви наведени имунопатолошки налази помажу у дијагнози пемфигуса и диференцијацији једног од другог облика и у односу на друге кожне болести с појавом пликова.

## Терапија
Ако се правовремено не лечи, пемфигус може бити фаталан, због лезија изазваних прекомерним опортунистичким инфекцијама.
Најчешћи третман је примена оралних стероида, посебно преднизона, често у великим дозама. Нежељени ефекти кортикостероида могу захтевати употребу такозваних стероидних лекова или помоћних лекова. Једна од најопаснијих нуспојава лечења високим дозама стероида је перфорација црева, која може довести и до сепсе. 
При томе треба имати у виду да стероиди али и други лекови који се користе за лечење пемфигуса могу маскирати ефекте перфорација. Пацијенти који узимају високе дозе оралних стероида требало би да буду под сталном контролом гастроентеролога. Пошто су лезије обично јако болне, вероватно је да лекови против бола могу да искомпликују и погоршају проблеме који већ постоје у гастроинтестиналном систему изазване прекомерним дозама стероида.